# Simons Laufer Mathematical Sciences Institute

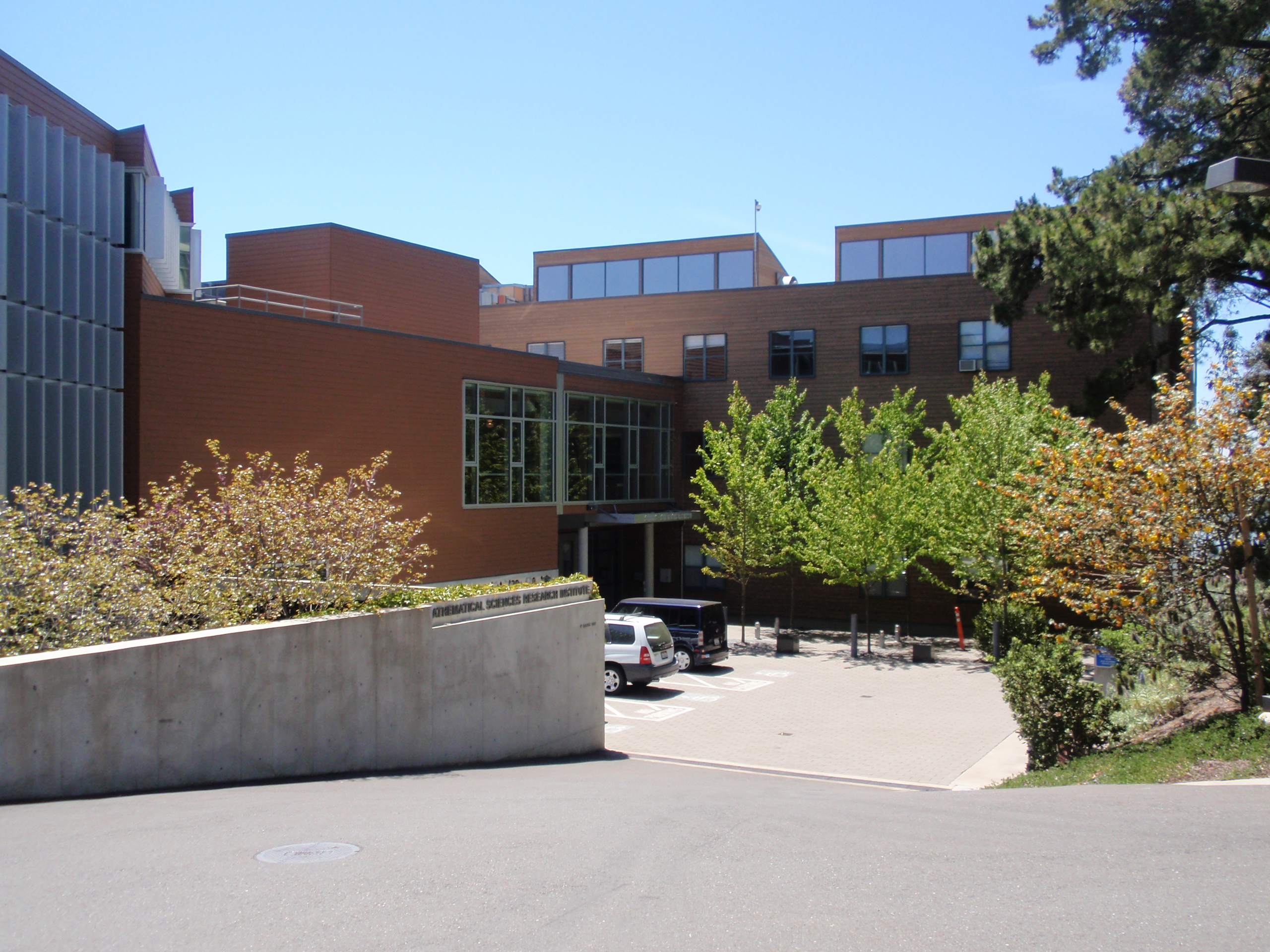
Haupteingang zum Simons Laufer Mathematical Sciences Institute

Das Simons Laufer Mathematical Sciences Institute (SLMath), bis 2022 Mathematical Sciences Research Institute (MSRI), ist ein mathematisches Forschungsinstitut an der University of California, Berkeley nahe dem Grizzly Peak in den Hügeln über Berkeley.

## Geschichte und Beschreibung
Das 1982 von Shiing-Shen Chern, Calvin Moore und Isadore Singer gegründet Institut wurde und u. a. von der National Science Foundation finanziert. 
Hier finden regelmäßig Workshops statt, davon vier über ein ganzes Semester zu Schwerpunktthemen; zwei davon jeweils gleichzeitig. Jedes Jahr werden 20 bis 30 Post-Doc-Wissenschaftler aufgenommen. Es gibt keine permanenten Fakultätsmitglieder außer Verwaltungsangestellten.
Zu den privaten Stiftern gehört der ehemalige Mathematikprofessor, einer der Entdecker der Chern-Simons-Theorie, und Hedgefonds-Gründer James Simons. Das SLMath ist auch um Öffentlichkeitsarbeit bemüht. Im Simons-Auditorium finden regelmäßig klassische Musikkonzerte statt. Bekannt sind in Berkeley auch öffentliche Gesprächsrunden von  Robert Osserman mit Künstlern, die einen Bezug zur Mathematik haben wie der Komiker Steve Martin, der Dramatiker Tom Stoppard, der Komponist Philip Glass. Das SLMath arbeitet auch mit Theaterautoren in Berkeley zusammen.

## Direktoren
- 1982–1984 Shiing-Shen Chern
- 1984–1992 Irving Kaplansky
- 1992–1997 William Thurston
- 1997–2007 David Eisenbud
- 2007–2013 Robert Bryant
- 2013–2022 David Eisenbud
- seit 2022 Tatiana Toro